# USS LST-856
O USS LST-856 foi um navio de guerra norte-americano da classe LST que operou durante a Segunda Guerra Mundial.